# Bitwa pod Szipką
Bitwa pod Szipką – określenie serii bitew, które miały miejsce w czasie X wojny rosyjsko-tureckiej (1877–1878). Na przełęczy Szipka w Bułgarii czterokrotnie (w lipcu, w sierpniu, we wrześniu 1877, a także w styczniu 1878) starły się armia rosyjsko-bułgarska i wojska osmańskie. Najkrwawsza z tych czterech ważnych dla przebiegu wojny bitew, sierpniowa, pochłonęła ponad 10 tysięcy ofiar, w tym 3 640 żołnierzy rosyjskich i ochotników bułgarskich.

## I bitwa pod Szipką
Po wybuchu wojny rosyjsko-tureckiej przełęcz Szipka ze względu na swój ważny charakter strategiczny stała się miejscem zaciekłych walk między Imperium Rosyjskim a Wielką Portą. Opanowanie przełęczy dla obu walczących stron miało znaczenie strategiczne, ponieważ stanowiła ona najkrótszą drogę przez Bałkany do Stambułu. W 1877 Turcy licząc się z atakiem rosyjskim obsadzili przełęcz i przygotowali sześć pozycji obronnych. 7?/19 lipca 1877 wojska rosyjskie pod dowództwem generała Josifa Hurki, po walkach toczonych dniach 5–7 / 17–19 lipca zajęły przełęcz (1333 m n.p.m. w górach Bałkanu na trasie Kazanłyk – Gabrowo). I bitwa pod Szipką mimo znacznych strat zakończyła się strategicznym zwycięstwem oddziałów rosyjskich. Widząc zagrożenie dla swej stolicy dowództwo tureckie przerzuciło z Czarnogóry i Zabałkania armię Sulejmana-Paszy i postanowiło przeprowadzić kontrnatarcie w celu wyparcia wojsk rosyjskich za Dunaj. Armia Sulejmana (37,5 tys. żołnierzy) miała za zadanie zajęcie przełęczy, a następnie połączenie się z głównymi siłami tureckimi rozwiniętymi w rejonie Ruscuk, Sumla, Silistra.

## II bitwa pod Szipką
W sierpniu 1877 Sulejman-pasza skierował na Szipkę 27 tysięcy żołnierzy i 48 dział. Przeciwstawiały mu się oddziały rosyjsko-bułgarskie pod dowództwem gen. Mikołaja Stoletowa w sile 4,8 tysięcy żołnierzy i 27 dział (w tym ok. 2 tys. Bułgarów) zajmujących przełęcz. 9/21/ sierpnia 1877 wojska tureckie rozpoczęły uporczywy atak czołowy od południa i południowego wschodu na Górę Św. Mikołaja (w południowej części przełęczy). Wojska rosyjsko-bułgarskie, wzmocnione rezerwami w sile ok. 7,5 tys. żołnierzy i 28 dział pod dowództwem gen. W.F. Dierożyńskiego, odparły kilkakrotne ataki Turków i zadały im ciężkie straty. 10/22/ sierpnia Turcy przegrupowali siły i w walkach otoczyli przełęcz półkolem od zachodu, południa i wschodu, a 11/23/ sierpnia rozpoczęli szturm z trzech kierunków. W wyjątkowo ciężkich warunkach (przewaga Turków – 25 tys. żołnierzy i 34 działa, przeciwko 7,2 tys. żołnierzy i 28 dział, brak amunicji, upał i brak wody) oddziały rosyjsko-bułgarskie zaciekle broniły przełęczy (straty obrońców ok. 1 400 żołnierzy). Wieczorem 11/23/ i rankiem 12/24/ sierpnia podeszły rezerwy rosyjsko-bułgarskie (ok. 9 tys. żołnierzy) na czele z gen. M.I Dragomirowem, które zdecydowanym kontratakiem na tyły wojsk tureckich odrzuciły je i zmusiły do odwrotu. Wojska tureckie w tym czasie doszły do przełęczy od wschodu i zachodu.
W czasie dalszych zaciętych walk, trwających do 14/26/ sierpnia wojska rosyjsko-bułgarskie próbowały bezowocnie zająć wzgórza na zachód od przełęczy, po czym zajęły obronę na przełęczy.
Zakończona 26 sierpnia 1877 II bitwa pod Szipką była niezwykle krwawa. Straty wojsk rosyjsko-bułgarskich w całej bitwie ok. 4 tys. żołnierzy (w tym 500 Bułgarów), straty Turków według różnych szacunków od 6,6 tys. do ok. 10 tys. żołnierzy.

## III bitwa pod Szipką
Od 13 do 17 września 1877 roku rozegrała się III bitwa pod Szipką. Dowódca wojsk tureckich Sulejman-Pasza nie składając broni raz jeszcze postanowił spróbować odbić z rąk Rosjan opanowaną przez nich od lipca przełęcz. Długotrwały prowadzony przez Turków ostrzał artyleryjski nie przyniósł oczekiwanych sukcesów, podobnie jak zarządzony 17 września szturm wojsk osmańskich na pozycje rosyjskie. Dowodzący walczącymi z wielkim poświęceniem siłami rosyjskimi generał Fiodor Radecki mając pod swoją komendą 16 tys. żołnierzy przeprowadził kontrnatarcie, w wyniku czego Turcy zostali odparci z przełęczy. Straty obu stron wyniosły ok. 5 tysięcy żołnierzy.

## IV bitwa pod Szipką
IV decydująca bitwa pod Szipką rozegrała się w dniach od 5 do 9 stycznia 1878 i znana jest także jako bitwa pod Szejnową, gdyż doszło do niej na południe od przełęczy Szipka pod wsią Szejnowa. Wojska tureckie w sile ok. 40 tysięcy żołnierzy pod dowództwem Wessila-Paszy zostały ostatecznie pokonane przez przeważające siły rosyjskie (66 tys. żołnierzy) pod dowództwem generała Josifa Hurki.

## Podsumowanie walk
W wyniku toczonych walk o Szipkę obie walczące strony poniosły bardzo duże ofiary, Turcy podczas swoich nieustannie ponawianych ataków, a Rosjanie m.in. z powodu ciężkiej zimy – w okopach na Szipce zamarzło kilka tysięcy żołnierzy rosyjskich.
Obrona Szipki okazała się jednak mimo poniesionych strat zdecydowanym zwycięstwem Rosjan. Pokrzyżowała ona plany dowództwa tureckiego i nie dopuściła do opanowania ważnej pod względem strategicznym rubieży, której wojska rosyjskie broniły aż do rozpoczęcia operacji zaczepnej w styczniu 1878. Sukces ten otwierał Rosjanom drogę na Adrianopol.
Na polu bitwy Rosjanie wznieśli w latach 1885-1902 cerkiew-pomnik.